# 米村竜一
米村 竜一（よねむら りゅういち、2000年8月10日 - ）は、日本の俳優。福岡県出身。khromatic management所属。

## 出演

### テレビドラマ
- TBSテレビ「恋愛のすゝめ」
- TBSテレビ「下克上球児」
- 日本テレビ「THE突破ファイル」
- 日本テレビ「癒やしのお隣さんには秘密がある」
- フジテレビ「#僕たちの校内放送」
- TBSテレビ「トリリオンゲーム」
- TBSテレビ「18/40〜ふたりなら夢も恋も〜」
- フジテレビ「この素晴らしき世界」
- 日本テレビ 24時間テレビ 愛は地球を救う46 「虹色のチョーク 知的障がい者と歩んだ町工場のキセキ」